# Justino de Jacobis
Justino Sebastián Pascual de Jacobis o San Justino de Jacobis (San Fele, 9 de octubre de 1800 - Massawa, 31 de julio de 1860), fue un misionero lazarista (Vicentino) que se convirtió en vicario apostólico en Etiopía y obispo de Nilopoli. Los fieles locales cariñosamente lo llamaron "Abuna Yaqob".

## Biografía
Hijo de Juan Bautista de Jacobis y María Josefina Muccia, era el séptimo de 14 hijos de una familia enriquecida con nobles tradiciones y una vida profunda de fe religiosa. 
El 17 de octubre de 1818 ingresó en la Congregación de la Misión (lazaristas) en Nápoles y tomó sus votos exactamente dos años después. Fue ordenado sacerdote en Brindisi el 12 de junio de 1824. Después de pasar algún tiempo cuidando almas en Oria y Monopoli, se convirtió en padre superior primero en Lecce y luego en Nápoles, en la Casa dei Vergini.
En 1836 Justino estaba en Nápoles, justo cuando una epidemia de cólera azotó la ciudad. En esta ocasión, Justino demostró tener cualidades caritativas particulares hacia los pobres y asistencia los enfermos. 
En 1839 fue nombrado prefecto apostólico de Etiopía y se le encomendó la fundación de las misiones católicas en ese país. Después de trabajar con gran éxito en Etiopía durante ocho años, fue nombrado obispo titular de Nilopoli en 1847 y poco después vicario apostólico de Abisinia, pero rechazó la dignidad episcopal hasta que se vio obligado a aceptarla en 1849. A pesar de su encarcelamiento, el exilio y cualquier otro tipo de persecución por parte de la Iglesia ortodoxa etíope, logró fundar numerosas misiones, construir escuelas en Agame y Akele Guzay en Eritrea para la formación del clero local y sentar las bases de la Iglesia católica etíope.
Murió camino a Halai, en la moderna Eritrea, donde contaba con poder restaurar su salud. Sus restos se conservan en la ciudad de Hebo.

## Beatificación
El proceso de beatificación comenzó el 13 de julio de 1904, bajo el pontificado del papa Pío X y terminó el 25 de julio de 1939, siendo el papa Pío XII.  Fue canonizado en 1975 por el papa Pablo VI. Su tumba es visitada tanto por cristianos como por musulmanes. En San Fele, la ciudad donde nació, los días 30 y 31 de julio hay una fiesta en su honor.
- Datos: Q475636
- Multimedia: Giustino de Jacobis / Q475636